# حلم المهندس المعماري
حلم المهندس المعماري The Architect's Dream هي لوحة زيتية تعود لعام 1840 رسمها الفنان توماس كول للمهندس المعماري إيثيل تاون في نيويورك. قام كول بدمج قطع من الهندسة المعمارية من الأساليب المصرية واليونانية والرومانية والقوطية في أجزاء مختلفة من اللوحة، بعد أن انخرط في الهندسة المعمارية سابقًا.  أنهى كول اللوحة في خمسة أسابيع فقط وعرضها في المعرض السنوي للأكاديمية الوطنية للتصميم في ذلك العام. ومع ذلك لم يكن تاون مسرورًا بـ "الموضوع المعماري الحصري تقريبًا" للوحة ورفض قبوله.
بعد تبادل طويل للرسائل، وافق كول على رسم منظر طبيعي أكثر تقليدية للمدينة واستعادة حلم المهندس المعماري، الذي ظل في حوزته حتى وفاته. 
حصل متحف توليدو للفنون على اللوحة عام 1949  يظهر على غلاف كتاب 1991 شغف العقل الغربي بقلم ريتشارد تارناس، وكان مصدر إلهام لأغنية كيت بوش "حلم مهندس معماري" في ألبوم 2005 جوي .

في رسالة كتبها في أواخر ثلاثينيات القرن التاسع عشر، ذكر كول ما يلي:
لكي تصل العمارة إلى الكمال الذي نراه في أفضل الأمثلة على اليونان، لا بد أن عصور التعبير والفكر كانت ضرورية [لكي] يسافر العقل البشري بدرجات بطيئة من العمود الخام من الحجر المجهول مثل الذي تم تشكيله الهياكل الكهنوتية من خلال البوابات الهائلة للفن المصري إلى الجمال غير المسبوق للمعبد اليوناني. . . العمارة الرومانية ليست سوى يونانية فاسدة. لقد استعارت الأشكال ولكن الروح ضاعت وأصبحت وقحة أكثر فأكثر حتى غرقت في التناقضات الفظيعة لما يسمى بالعصور المظلمة. . . [القوطية] العمارة تطمح إلى شيء يتجاوز الكمال المحدود[.] إنه يترك الاكتمال الفلسفي للفن اليوناني عندما ينتهي كل شيء للعين واللمس ويناشد الخيال. إن المشاركة في عبقرية المسيحية تفتح عالماً يتجاوز المرئي الذي نعيش فيه. . . كل شيء سامٍ وطموح وغامض. تتسلق أبراجها وقممها نحو الغيوم مثل الأقمشة المتجدد الهواء. يحوم دائمًا على حافة المستحيل، حيث لا يسكن العقل بسعادة غامرة، بل يطير ويحلق في عالم خيالي. لقد وجدت أشواق المسيحية وتخيلاتها وتطلعاتها النبيلة تعبيراً عنها في الحجر. 